# Episodi di Æon Flux (terza stagione)
La terza stagione della serie televisiva Æon Flux, composta da 10 episodi, è stata trasmessa negli Stati Uniti, da MTV, dall'8 agosto al 10 ottobre 1995. A differenza delle prime due stagioni, gli episodi della terza stagione hanno una durata di circa 30 minuti e sono stati trasmessi indipendentemente dal programma Liquid Television.
In Italia è stata trasmessa su MTV dal 26 settembre 1998.
| Nº | Titolo originale           | Prima TV USA      | Titolo italiano   | Prima TV Italia   |
| -- | -------------------------- | ----------------- | ----------------- | ----------------- |
| 1  | Utopia or Deuteranopia?    | 8 agosto 1995     | Triplo Gioco      | 26 settembre 1998 |
| 2  | Isthmus Crypticus          | 15 agosto 1995    | I Seriftran       |                   |
| 3  | Thanatophobia              | 22 agosto 1995    | Il Muro           |                   |
| 4  | A Last Time for Everything | 29 agosto 1995    | Clonazione        |                   |
| 5  | The Demiurge               | 5 settembre 1995  | Il Demiurgo       |                   |
| 6  | Reraizure                  | 12 settembre 1995 | Estinzione Totale |                   |
| 7  | Chronophasia               | 19 settembre 1995 | Cronofase         |                   |
| 8  | Ether Drift Theory         | 26 settembre 1995 | Habitat           |                   |
| 9  | The Purge                  | 3 ottobre 1995    | Il Custode        |                   |
| 10 | End Sinister               | 10 ottobre 1995   | Evoluzione        |                   |

## Triplo Gioco
- Titolo originale: Utopia or Deuteranopia?
- Diretto da: Peter Chung
- Soggetto di: Peter Chung
- Scritto da: Japhet Asher, Peter Gaffney, Mark Mars e Shari Goodhartz

Trevor Goodchild ha recentemente preso il potere della nazione di Bregna: il suo predecessore, Clavius, è scomparso in circostanze misteriose da sei mesi; presto Trevor attua una politica di "completa apertura", installando telecamere in tutta Bregna. Gildemere, un soldato di Bregna fedele a Clavius, complotta contro il nuovo presidente avendo capito che è proprio Trevor la mente dietro il rapimento di Clavius. Le ragioni di Trevor sono duplici: ottenere il massimo potere a Bregna, e usare il corpo di Clavius per creare un luogo isolato, chiuso con una strana chiave ornata, dove Æon Flux (agente Monicana infiltrata) sarà «lontana da occhi indiscreti e dalle aspettative», un posto solo per loro due.
Æon si allea con Gildemere e trova la sua strada all'interno di Clavius, affrontando Trevor e, una volta usciti, guidando Gildemere fino a Clavius: tuttavia, quest'ultimo rivela la sua vera natura di folle criminale, e Gildemere è costretto a ucciderlo; dopo di che, lui e Æon combattono ma lei lo mette facilmente al tappeto. Trevor li trova vicino alla frontiera murata: Gildemere accusa Trevor di essere un terrorista e Æon una traditrice, ma quest'ultima usa la chiave di Clavius per sbloccare la propria biancheria intima e spingere gli altri soldati a mostrare le proprie chiavi duplicate, screditando le affermazioni di Gildemere, che viene portato via. Æon, che aveva preparato anticipatamente la sua fuga, restituisce la chiave a Trevor e apre una breccia nel muro per tornare a Monica.

## I Seriftran
- Titolo originale: Isthmus Crypticus
- Diretto da: Howard E. Baker
- Soggetto di: Peter Chung e Todd French
- Scritto da: Todd French e Japhet Asher

Trevor Goodchild tiene imprigionata in una stanza segreta una coppia di creature umanoidi (chiamati Seriftran), seducendone la femmina; attraverso una videoregistrazione, la scena viene osservata dallo scienziato Ilbren Lanz e da Æon Flux, visibilmente gelosa. Ilbren vuole per sé l'esemplare femminile e offre un patto ad Æon, la quale però rifiuta. Il loro incontro viene interrotto da un tentacolo meccanico, che Ilbren respinge grazie a uno sciame di vespe robotiche. Æon intende liberare le due creature, e per farlo si rivolge alla sua vecchia amica Una per tradurre le indicazioni che conducono alle camere delle creature. Una s'innamora a prima vista dell'esemplare maschile dopo averne visto una fotografia, e i continui pensieri la distraggono dalla traduzione, che non riesce a concludere in tempo, oltre a lasciarsi col fidanzato; nonostante ciò, lei e Æon riescono comunque a infiltrarsi nella base.
Per poter raggiungere indisturbato l'esemplare femminile, Ilbren tramortisce e lega Trevor, che però riesce a liberarsi. Mentre Ilbren raggiunge la femmina, Una attacca Æon perché pensa che voglia "rubargli" il maschio: Æon, che vuole semplicemente liberare le creature, fa esplodere il muro che divide le loro stanze per farli scappare insieme. Purtroppo, una delle vespe robotiche di Ilbren punge la femmina, che muore istantaneamente; sopraggiunge Trevor, che spara a Ilbren e si mostra molto rattristato per la morte della femmina. Prima di andarsene, Æon libera il maschio (che vola via con Una) e dà un bacio a Trevor. Una e la creatura volano alti nel cielo; tuttavia, un piccolo acaro del maschio morde Una a un braccio, presagendone la morte.

## Il Muro
- Titolo originale: Thanatophobia
- 'Diretto da: Peter Chung
- Soggetto di: Peter Chung
- Scritto da: Mark Mars

Trevor Goodchild è sotto la pressione del governo per rendere il confinamento più intimidatorio, nonostante il suo desiderio di far rimanere le persone a Bregna attraverso il "potere delle idee": a tal fine, permette segretamente a Æon Flux di entrare e bombardare la fabbrica in cui vengono costruite le parti per il muro. In una trama parallela e intrecciata due amanti di Bregna, Onan e Sybil, cercano di fuggire a Monica attraverso un varco nella frontiera; la fuga è quasi un successo, ma da una delle torrette parte uno sparo che colpisce Sybil alla schiena, distruggendo una vertebra: curata in ospedale, ora può alzarsi in piedi solo quando viene inserita nella fessura della spina dorsale un'ampolla speciale, anche se quando la estrae ha una flessibilità normalmente impossibile, rendendo però più probabile l'attraversamento.
Quando Sybil è costretta a lavorare nella fabbrica che deve essere bombardata da Æon per pagare le sue spese mediche, Trevor decide di visitarla sotto le spoglie di un medico e, sapendo di essere osservato da lontano da Æon, ne manipola i nervi attraverso la fessura nella sua spina dorsale per stimolarne l'orgasmo; fortemente gelosa, Æon asseconda il masochismo di Onan. Æon dice a Trevor che anche se loro due giocano con i propri sentimenti non devono coinvolgere degli innocenti, dopo di che propone a Sybil di condurla di nascosto a Monica, ma lei la caccia e, incontrandosi nuovamente con Trevor, gli racconta del passaggio segreto; Trevor le dice che non deve riprovare a fuggire, perché non può fermare la produzione nella fabbrica. Tuttavia, dopo aver intrappolato Onan nel suo appartamento, Sybil tenta nuovamente di attraversare il confine: questa volta riesce a eludere le torrette, ma prima di poter passare attraverso il piccolo ingresso verso Monica, dei fili intrappolano le sue gambe, e alcuni marchingegni costruiti con le parti che ha contribuito a produrre, gliele anestetizzano per poi amputarle.

## Clonazione
- Titolo originale: A Last Time for Everything
- Diretto da: Peter Chung
- Soggetto di: Peter Chung
- Scritto da: Japhet Asher, Peter Gaffney, Mark Mars e Peter Chung

Æon Flux, venuta a sapere del nuovo metodo di Trevor Goodchild per clonare gli esseri umani, si dirige alla base insieme all'agente doppiogiochista Scofandra. Quest'ultima però viene catturata e ne viene prelevato un campione per la clonazione; Æon la libera e affronta Trevor circa l'etica e gli obiettivi della sua operazione. Offre deliberatamente un'opportunità a Trevor di prendere un suo campione, dopo aver distrutto quello di Scofandra; dopo che Æon se ne va, Trevor ne crea un clone per se stesso. In realtà, Æon intende scambiarsi di posto con il suo clone giocando con i sentimenti di Trevor, e infine permettendo al suo clone di ucciderla. Tuttavia presto Æon si pente del suo piano, Trevor capisce di avere accanto la vera Æon e decide di gettare la fiala col suo DNA.
Il clone si introduce nel laboratorio di Trevor e distrugge tutti i campioni presenti. Dopo che Æon e Trevor vengono quasi attaccati da Scofandra, Æon ordina al suo clone di ucciderla. Il clone esegue la richiesta fingendo di accompagnare Scofandra al confine e permettendo alle torrette di abbatterla: è allora che la vera Æon, vestita in modo molto diverso dal solito, compare e si confronta con il suo clone. Il clone fugge dopo che alcune guardie fanno fuoco, e Trevor è costretto a rivelare ad Æon che lo aveva ordinato perché sentiva che la presenza del clone costituiva una minaccia per loro due. Sconvolta, Æon risponde che se lei si trova lì è soltanto perché il clone è là fuori, e decide di salvarlo seguendolo nella sua fuga. Trevor ordina che le torrette vengano disattivate per evitare che uccidano Æon, ma quest'ultima decide di sacrificarsi lasciandosi colpire; Trevor si inginocchia accanto ad Æon, piangendo per il dolore.

## Il Demiurgo
- Titolo originale: The Demiurge
- Diretto da: Howard E. Baker
- Soggetto di: Peter Chung
- Scritto da: Steve De Jarnatt, Peter Chung, Michael Ferris e John Brancato

Æon Flux e i ribelli di Monica hanno catturato il Demiurgo (un essere divino che minaccia di deformare pericolosamente la visione del mondo da parte delle persone), che lanceranno nello spazio per liberare la Terra dalla sua influenza; i Breen, sotto il comando di Trevor Goodchild (il quale invece crede che garantirà una pace duratura per l'umanità), tentano di impedire il lancio. Mentre Æon e Trevor amoreggiano, il Demiurgo sta per liberarsi; tuttavia Æon riesce a far partire il razzo, non prima però che il Demiurgo abbia instillato parte di se stesso in un gatto, in un uccello e in Nader, un giovane Monican. Æon torna nel suo appartamento, una struttura instabile sostenuta da un unico cavo, e vede col binocolo le condizioni di Nader; la fidanzata di quest'ultimo, Celia, si infiltra nell'appartamento per rubare la scatola con l'avatar-uccello, ma viene uccisa da Æon cadendo nel vuoto, senza che Æon nemmeno sappia chi fosse entrato.
Si scopre che Nader è rimasto "incinto". Æon tenta di uccidere la creatura, ma Trevor riesce a estrarla in tempo: la creatura è la nuova forma umanoide del Demiurgo, che dopo essere fuggito manifesta il suo potere nelle persone vicine tramite emozioni estremamente positive o negative. Una volta raggiunto, Æon e Trevor lo combattono, e il Demiurgo cresce molto velocemente fino ad assumere una forma fisica simile a quella del suo ospite. Celia viene resuscitata dal Demiurgo; improvvisamente il cavo di supporto dell'appartamento di Æon si spezza, facendo crollare l'edificio sopra di sé: il Demiurgo è apparentemente sepolto tra le macerie, ma Trevor è certo che sia ancora vivo. Mentre Trevor e Æon tornano sani e salvi, Nader si ricongiunge con Celia dopo essere tornato se stesso.

## Estinzione Totale
- Titolo originale: Reraizure
- Diretto da: Howard E. Baker
- Soggetto di: Peter Chung
- Scritto da: Japhet Asher

Æon Flux si sta preparando a infiltrarsi, travestita da guardia, in una prigione di Bregna dove Trevor Goodchild conserva fotografie di lui e Æon mentre fanno sesso, chiedendo in cambio un Narghile, ossia una creatura appartenente a una specie misteriosa controllata, apparentemente immortale, che produce un farmaco che cancella la memoria, chiamato "Pillola di felicità". Durante la sua fuga, Æon incontra una prigioniera di nome Muriel, uccidendola per legittima difesa dopo essere stata scambiata per una guardia; uscita dalla prigione, incontra un altro Monican di nome Rordy, fidanzato di Muriel. Rordy rivela che anni prima lui e Muriel avevano assunto le "Pillole di felicità", perdendo buona parte dei loro ricordi: ora colleziona Narghile con l'obiettivo di sterminarli, data la loro pericolosità, lanciandoli da una piattaforma speciale contro il sole. Per il dispiacere di avergli ucciso la fidanzata, Æon ha un rapporto con lui.
Dopo che Æon e Trevor hanno un breve scontro sulla piattaforma, Rordy trova le foto intime di loro due: lei rivela di essere stata aggredita da Muriel e per questo ha dovuto ucciderla; inoltre, nella piattaforma non ci sono Narghile, che Muriel ha consegnato a Trevor essendo passata dalla sua parte. Rordy è disperato e non le crede, ma infine sale sulla piattaforma avendo conferma delle sue parole; intanto Æon torna alla prigione per trovare delle prove da mostrargli, ma Trevor la incontra mentre fugge e i due combattono una seconda volta, con Æon che riesce a fuggire grazie al cavo di ancoraggio della piattaforma, che nel frattempo è precipitata. Æon mostra a Rordy il Narghile che Muriel ha dato a Trevor, ma a Rordy non importa più niente; dopo aver bruciato le fotografie, Æon scopre che Rordy ha assunto la "Pillola della felicità" come una sorta di suicidio mentale, e si allontana dispiaciuta.

## Cronofase
- Titolo originale: Chronophasia
- Diretto da: Howard E. Baker
- Soggetto di: J. Garett Sheldrew e Peter Gaffney
- Scritto da: Peter Gaffney

Æon Flux e Trevor Goodchild si stanno dirigendo verso una base di ricerca di Bregna alla ricerca di un particolare tipo di virus che causa una pazzia permanente; è stato provato che non è mortale e che, anzi, può allungare la vita. Crede che in origine una forma di questo virus si trovasse già nel cervello dell'essere umano, trattandosi infatti di una componente essenziale della coscienza umana; l'uomo poi divenne immune, perdendo a suo dire una parte di sé. Æon nota che, sebbene la base si trovi lì da meno di un mese, sembra che sia stata abbandonato da secoli. Lì trova un ragazzo che la guida attraverso la base e alla fine le mostra una fiala del virus, l'unica fiala intatta su un set di cinque; c'è anche una gigantesca neonata con le zanne, che sembra essere stato il primo soggetto di prova per il virus, che li insegue nelle grotte.
L'episodio ruota attorno alla continua riproduzione di eventi di Æon in modi diversi ed eventuali incontri con varie situazioni fatali prima di svegliarsi su una lastra di pietra al centro del sistema di caverne in cui è costruita la base. La realtà di queste situazioni è incerta, e il ragazzo sembra avere poteri mistici, isolandolo dal normale flusso del tempo. Dopo il risveglio finale di Æon, il ragazzo le consegna la sua "eredità", ed entrambi vengono avvolti da una luce intensa. L'episodio termina con una scena di vita quotidiana, mostrando Æon in abiti normali mentre porta il ragazzo a una partita di baseball.

## Habitat
- Titolo originale: Ether Drift Theory
- Diretto da: Robert Valley e Peter Chung
- Soggetto di: Peter Chung
- Scritto da: Todd French

Gli esperimenti di Trevor Goodchild sulle forme di vita artificiali sono racchiusi in un ecosistema chiamato Habitat, un oceano di fluido paralizzante lo protegge dall'intrusione di influenze esterne. Æon Flux e la collega Lindze si infiltrano in questa base alla ricerca di Bargeld (fidanzato con Lindze e scienziato che intende neutralizzare il fluido), per poi distruggere la struttura. Le due vengono scoperte da Trevor e uno degli esperimenti distrugge la navicella di Æon, sebbene venga rapidamente messo a terra da uno sciame di vespe sensibili al metallo.
Trevor propone ad Æon di fondere i loro corpi per poter attraversare il fluido; Lindze e Bargeld però credono che lei li abbia traditi. Æon destabilizza l'ambiente e il fluido inizia a inondare la base, intrappolandoli: Bargeld muore prima di riuscire a fuggire, lasciandosi dietro la chiave del suo dispositivo per l'oceano; Æon torna indietro per ritrovarla, mentre Lindze e Trevor tentano la fuga. Æon trova la chiave ma viene intrappolata dal fluido e finisce per galleggiare nell'oceano mentre la base si disintegra; la chiave galleggia fin quasi alla toppa nel dispositivo, ma per poco non lo fa, lasciando tutti al loro destino.

## Il Custode
- Titolo originale: The Purge
- Diretto da: Peter Chung
- Soggetto di: Peter Chung
- Scritto da: Eric Singer

Æon Flux è sulle tracce del pericoloso criminale Bambara, inseguendolo prima su un treno e poi su un cantiere; Bambara uccide un operaio edile, ma viene infine catturato da Trevor Goodchild, che gli inserisce uno strano robot attraverso l'ombelico. Bambara all'improvviso acquista una coscienza, perde il suo lato criminale e diventa amichevole, stringendo subito amicizia con un giovane orfano. Trevor afferma che il robot è un "Custode", una coscienza artificiale di sua creazione, che spera di impiantare in tutti i cittadini. Æon incontra un'organizzazione di donne che si oppongono al progetto Trevor, progettando di rimuovere i Custodi impiantati attraverso un processo chiamato "Purificazione"; i robot estratti vengono decriptati e riprogrammati. La leader dell'organizzazione chiede ad Æon di rimuovere a Bambara il robot, e poi di portarlo da loro.
Dopo averlo fatto, Æon viene narcotizzata e catturata da Trevor, che abbatte la resistenza e fa esplodere una bomba nel treno dove si trova la leader. Æon si risveglia in una sorta di spettacolo dove gli spettatori sono gli ex membri della resistenza, ora con i Custodi impiantati: lo scopo dello spettacolo sembra essere quello di dimostrare di avere una coscienza naturale. Improvvisamente appare Bambara, intenzionato a uccidere Trevor; Æon tira una leva che dovrebbe uccidere Bambara, ma che invece mostra come il conduttore dello spettacolo non sia il vero Trevor, ma un robot molto complesso. Questa volta è il pubblico che tira una leva e apre una botola sotto Bambara, portandolo alla morte. Æon se ne va, convinta che in base alle sue azioni lei non abbia coscienza ma, lungo il percorso, vede un Custode imitare la sua azione con la leva.

## Evoluzione
- Titolo originale: End Sinister
- Diretto da: Howard E. Baker
- Soggetto di: Japhet Asher e Peter Gaffney
- Scritto da: Japhet Asher

Trevor Goodchild ha progettato Aldis B, un raggio che contribuirà ad accelerare l'evoluzione dell'umanità, ma che potrebbe anche uccidere metà della popolazione, ossia quella più debole. Æon Flux, determinata a scongiurare questa possibilità, ruba e seppellisce il telecomando; inoltre, dentro una capsula trova una strana aliena con occhi rimovibili, abilità psioniche e priva di naso, bocca e genitali. Trevor esamina l'aliena e nota i segni di esposizione ad Aldis B; quando l'aliena scappa, Trevor la segue fino alla sua astronave, scoprendo che Aldis B ha ucciso tutti i passeggeri eccetto lei, che era in attesa di essere salvata nella sua capsula. Æon e Trevor fanno l'amore sull'astronave, mentre l'aliena li osserva.
Il giorno seguente, l'aliena viene catturata dai soldati di Bregna. Æon e Trevor hanno un confronto in cui il secondo ammette di aver avuto torto, dicendosi intenzionato ad accompagnare l'aliena (che vede come una molto probabile evoluzione degli umani) nel suo mondo e apprenderne le capacità. Æon è disperata e vuole impedirglielo, ma l'aliena la imprigiona in una capsula; riesce a uscirne, ma troppo tardi per impedire a Trevor di partire, perciò torna nella capsula in attesa del suo ritorno. Passano moltissimi anni e la capsula si riapre, lasciando Æon stupita di fronte a uno scenario totalmente inaspettato: una città simile a un alveare che ha sostituito Monica e Bregna, e la cui popolazione è interamente aliena.

Trevor e Æon alla fine dell'episodio

Æon ritrova Trevor, molto emaciato, che sta cercando di adattarsi. L'aliena prova a prendere il controllo della mente di Æon, la quale dissotterra il telecomando per Aldis B, facendo partire il raggio; Trevor, che ora possiede il pieno potere telepatico, la rimprovera dicendole che gli alieni non esistono, e che quelli che lei crede alieni sono in realtà ciò che gli umani sono diventati: la loro evoluzione. Æon ha quindi involontariamente ucciso la razza umana; arrabbiata, Æon torna in città e vede gli alieni sopravvissuti o malati salire a bordo della loro astronave. Rendendosi conto della propria follia, Æon torna da Trevor ed entra insieme a lui nella capsula, che viene prelevata dall'astronave in partenza.
(Trevor Goodchild)